# Trichomegalie
Die Trichomegalie, von altgriechisch τρίχο tricho, deutsch ‚Haar‘ und altgriechisch μεγάλη megali, deutsch ‚Größe‘, bezeichnet abnormal lange Wimpern mit einer Länge von mehr als 12 Millimeter zentral.

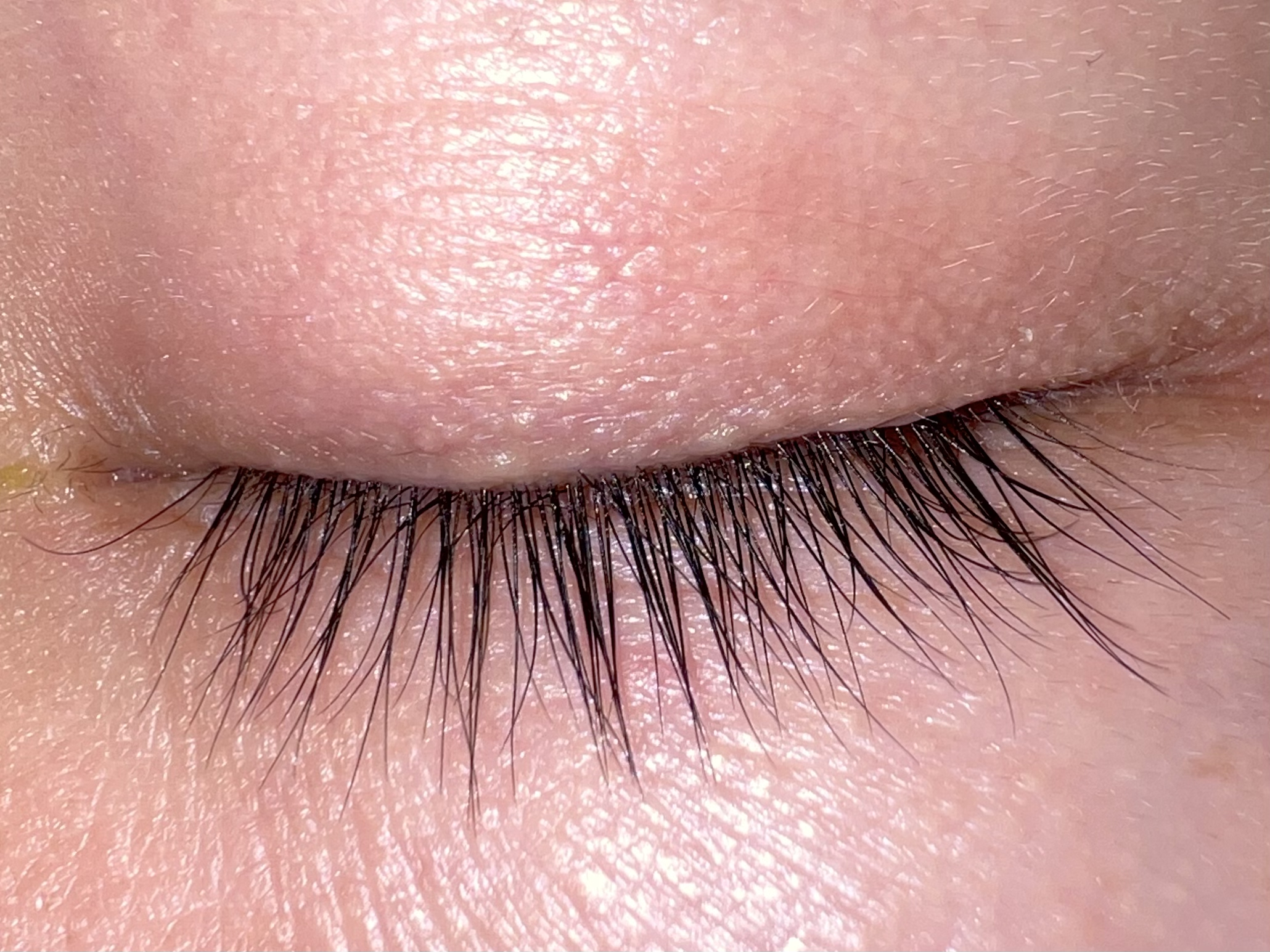
Geschlossenes Menschenauge, von oben, mittlere Wimpern 14 mm lang

Die Erstbeschreibung stammt aus dem Jahre 1926 durch C. Reitter.
Der Begriff Trichomegalie wurde wohl durch H. Gray im Jahre 1944 geprägt, zitiert nach .

## Vorkommen
Diese Form einer Hypertrichose kann in verschiedener Weise vorkommen:
- angeboren als
  - Familiär isolierte Form mit ausgeprägtem Wimpernwachstum, eventuell mit Hornhautreizung, vermehrtes Haarwachstum der Augenbrauen, sonst im Gesicht oder auch am Körper[7] Mutationen im FGF5-Gen auf Chromosom 4 Genort q21.21, welches für den Fibroblasten-Wachstumsfaktor 5 kodiert.[8]
  - Oliver-McFarlane-Syndrom mit zusätzlichen Fehlbildungen der Netzhaut und Kleinwuchs[9]
- im Rahmen von Syndromen:
  - Cornelia-de-Lange-Syndrom
  - Zapfen-Stäbchen-Dystrophie
  - Fallot-Tetralogie
  - Hermansky-Pudlak-Syndrom
  - Phylloide Hypomelanose bei Patienten mit Trisomie 13 Mosaik oder Translocation[10]
  - Smith-Lemli-Opitz-Syndrom
- erworben bei
  - Alopecia areata
  - Bindegewebserkrankungen wie Lupus erythematodes, Dermatomyositis, Atopisches Ekzem, Hen Fever,
  - HIV
  - Nierenkrebs (renales Adenokarzinom)
  - Essstörung wie Anorexia nervosa
  - Schwangerschaft
- durch Medikamentennebenwirkung bei
  - Prostaglandin-Analogen
  - Cetuximab
  - Bimatoprost, Latanoprost
  - Phenytoin
  - Minoxidil
  - Ciclosporin
  - Topiramat
  - Streptomycin
  - Corticosteroide
  - Penicillamin